# TULA
TULA(본명:정재윤)(1974년 8월 7일 ~ )는 대한민국의 남자 가수이다. 주로 애니메이션 주제곡들을 불렀으며 힘이 넘치고 시원한 목소리가 특징이다. 애니메이션 주제곡 가수로 알려져있는 정여진의 남동생이다.

## 활동

### 애니메이션 주제가
- 부메랑 파이터 오프닝 - 부메랑 파이터
- 무지개 요정 통통 오프닝 - Over the Rainbow
- 수호정령 미셀 엔딩
- 기어파이터 샤이닝 오프닝 - INFINITY
- 고쿠센 오프닝 - 나의 내일
- 디지몬 어드벤처 오프닝 - 디지몬 어드벤처
- 디지몬 테이머즈 극장판 오프닝 - The Biggest Dreamer
- 디지몬 어드벤처: - 미확인비행선, Be the Winners, X-treme Fight, Break the Chain
- 드래곤볼 오프닝(SBS)
- 아장닷컴 오프닝 - 아장닷컴
- 아장닷컴 엔딩 - 또 다른 세상
- 탑블레이드 V 오프닝 - 탑 블레이드 V
- 탑블레이드 V 엔딩 - 내 꿈은 탑블레이더
- 하트가이 J 오프닝 - FACE
- 유희왕 GX 엔딩 - 한계 배틀
- 최유기 Reload Gunlock 오프닝 - Don`t Look back again
- 스크라이드 오프닝 - Reckless fire
- 이누야샤 1기 op - 새로운 세상 성우 김승준과 함께 부름
- 토리코 1기 op - 우걱우걱
- 마징카이저 op - fire wars
- 마징카이저 ed- tornado
- 아스타를 향해 차구차구 op - 시간이 또
- 우주인 타로 op - 타로다 슈비두와
- 우주인 타로 ed - 타로송
- 건담 빌드 파이터즈 op - 1/2(이분의일)
- 요괴워치 op - 게라게라포의 노래 성우 이용신과 함께 부름
- 신비아파트 op - higher
- 천하통일 파이어비드맨 오프닝 - 비드 파이터
- 또봇 V
- 파워레인저 다이노포스
- 쥐라기캅스
- 미니특공대

### 애니메이션 삽입곡
- 태권왕 강태풍 - 응원가
- 디지몬 어드벤처 - Power Up
- 탱구와 울라숑 - 용구리 용용, 오직 그대뿐
- 디지몬 테이머즈 - 결투(Evolution)
- 디지몬 프론티어 - 새로운 진화(Spirit Evolution), i've got the power